# Lacy Schnoor
Lacy Schnoor (12 de junho de 1985) é uma esquiadora estilo livre estadunidense que compete desde 2003. Sua melhor colocação em uma Copa do Mundo foi o oitavo lugar obtido na modalidade aerials no Canadá, em 2007.
A melhor colocação de Schnoor no FIS Freestyle World Ski Championships foi o sétimo lugar na modalidade aerials em Inawashiro 2009.
Schnoor classificou-se para os Jogos Olímpicos de Inverno de 2010 em dezembro de 2009. Ela fez a sua estreia olímpica na disputa Aerials feminino em 20 de fevereiro de 2010.